# Gefaltete Solarmembran
Als Gefaltete Solarmembran wird ein aus Solarmodulen und (teil)transparentem Sicherheitsglas bestehendes Fassadenelement bezeichnet, das zur optimierten Energiegewinnung mittels Solarzellen sowie zur Beschattung der dahinter liegenden Glasarchitektur eingesetzt wird.
Die gefaltete Solarmembran wurde 2011 von Nabo Gaß für das Hochregallager der Ernsting’s family entwickelt. 

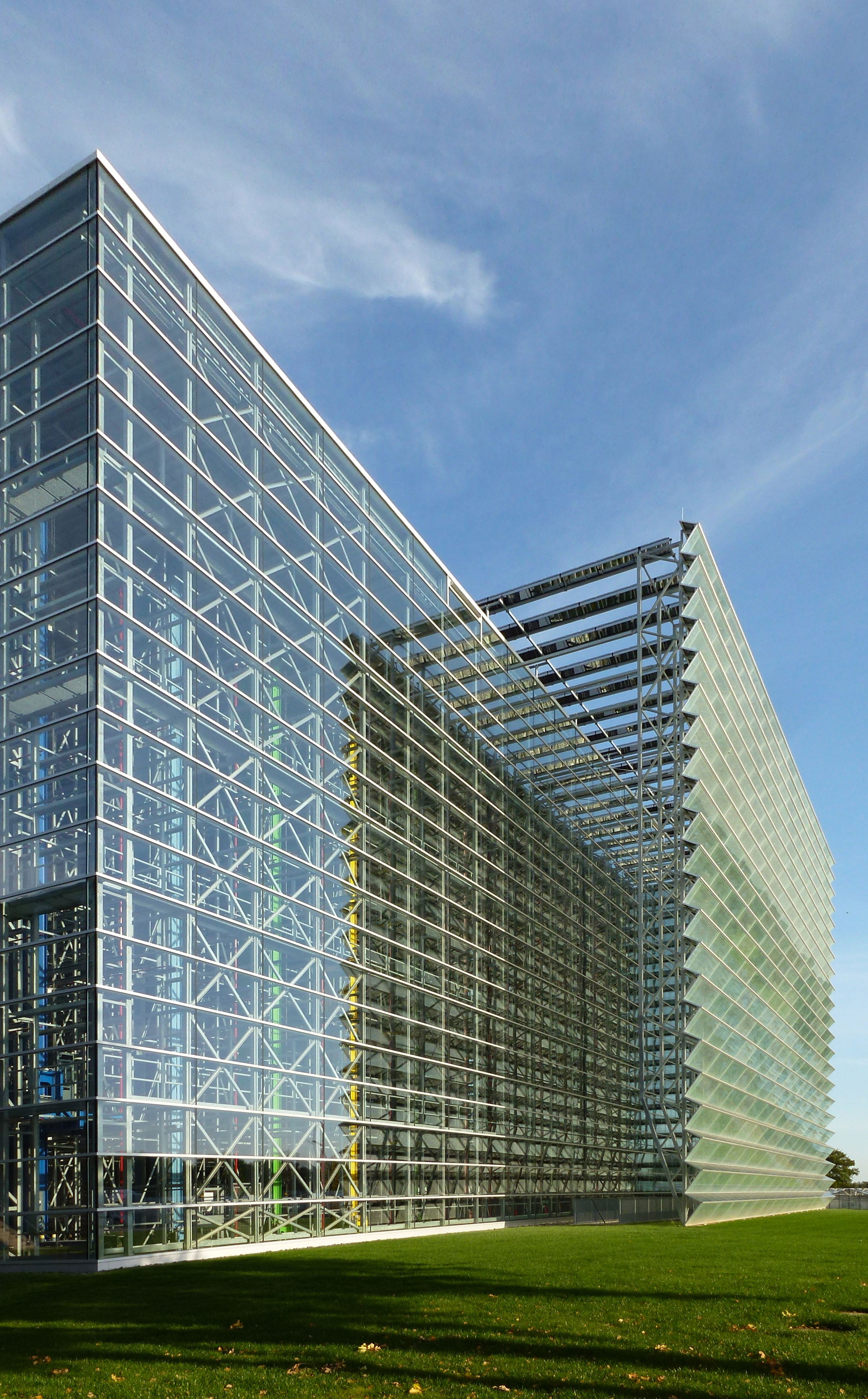
Frontfassade mit gefalteter Solarmembran von Nabo Gaß

## Entwicklung und Einsatz
Ziel war der optimierte Einsatz von marktgängigen Photovoltaik-Modulen in senkrechten Fassadenflächen.  Um dem bei einer Senkrechtinstallation einer PV-Anlage zwangsläufig auftretenden Effizienzverlust von ca. 30 %  entgegenzuwirken, wurden die Module im optimalen Winkel vor die Fassade montiert, was zum einen größtmögliche Energieeffizienz garantiert, zum anderen, bedingt durch die Undurchsichtigkeit der Solarpanelen, eine sehr gute Beschattung des dahinter liegenden gläsernen Hochregals ermöglicht. Die Flächen zwischen den Photovoltaik-Modulen wurden aus ästhetischen Gründen mit Crash-Glas geschlossen. Hierdurch entsteht der Eindruck einer in waagerechten Faltungen gegliederten, transparenten Fassade, die das gläserne Hochregal im Süd/Osten und Süd/Westen ummantelt. 
Die selbstverständliche Nutzung von Solarmodulen in der  Horizontalen oder auf Dachschrägen erfährt durch die gefaltete Solarmembran somit auch in der Vertikalen eine sinnvolle, in ihrem Wirkungsgrad vergleichbare Anwendung.
Der Einsatz der gefalteten Solarmembran und deren Weiterführung auf dem Dach als aufgeständerte PV-Anlage führt im Falle des gläsernen Hochregallagers der Firma Ernsting’s family zu einem Energieertrag, der über das Jahr gerechnet den Energiebedarf vollständig deckt. Darüber hinaus trägt die gefaltete Solarmembran maßgeblich dazu bei, dass der Betrieb ohne Heizung und ohne Kühlung auch bei Extremtemperaturen gewährleistet werden kann.
2012 erhielt die Fassade den Architekturpreis der pbb Stiftung Deutsche Pfandbriefbank.